# Monticello (Mississippi)
Monticello é uma cidade  localizada no estado americano de Mississippi, no Condado de Lawrence.

## Demografia
Segundo o censo americano de 2000, a sua população era de 1726 habitantes.
Em 2006, foi estimada uma população de 1709, um decréscimo de 17 (-1.0%).

## Geografia
De acordo com o United States Census Bureau tem uma área de
8,6 km², dos quais 8,4 km² cobertos por terra e 0,2 km² cobertos por água. Monticello localiza-se a aproximadamente 74 m acima do nível do mar.

## Localidades na vizinhança
O diagrama seguinte representa as localidades num raio de 32 km ao redor de Monticello.